# Leonardo Padura Fuentes

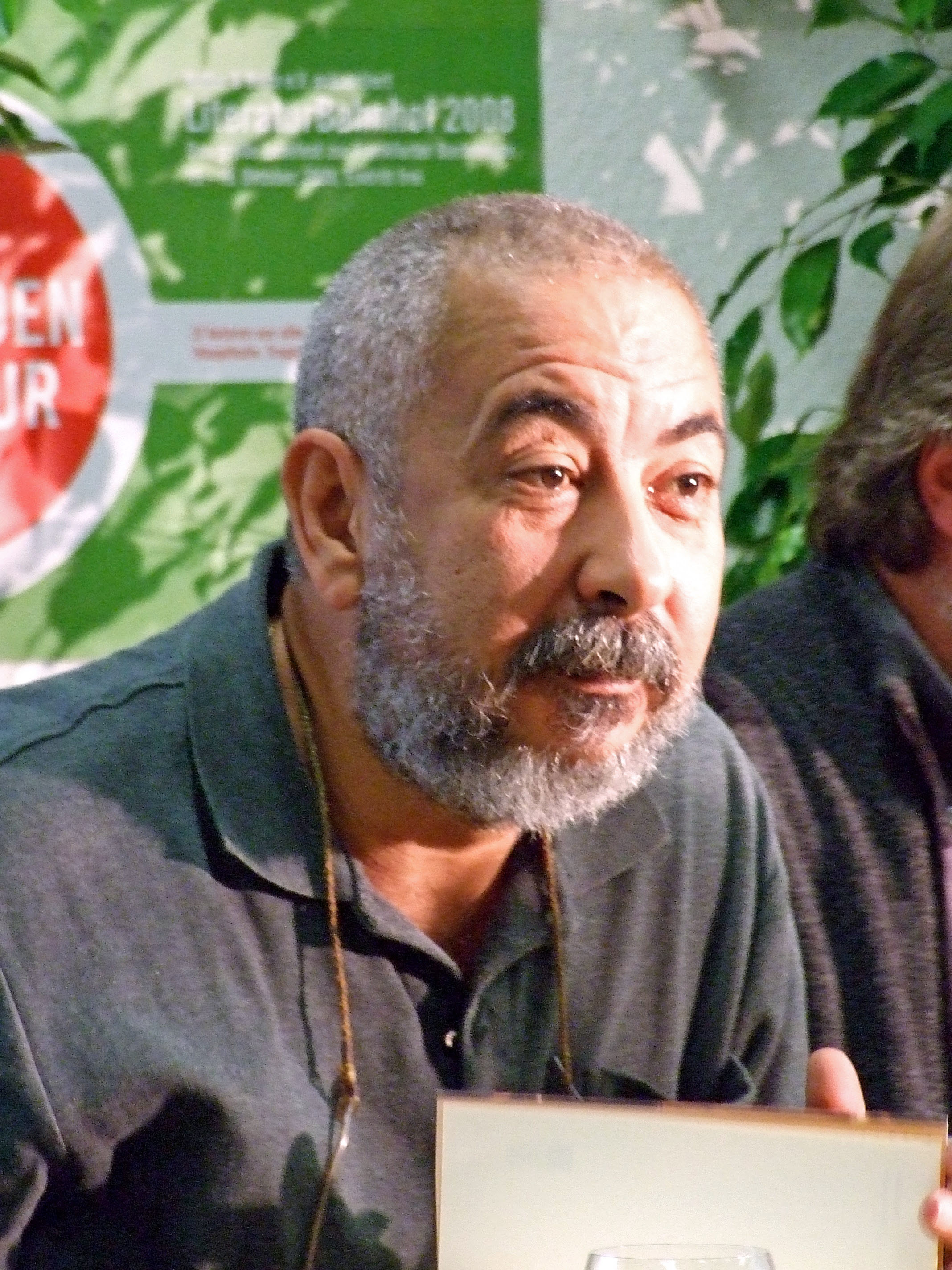
Leonardo Padura Fuentes (2008)

Leonardo de la Caridad Padura Fuentes (Havana, 9 oktober 1955), meestal verkort tot Leonardo Padura, is een Cubaanse journalist en schrijver van misdaadromans.

## Leven

#### Achtergrond
Leonardo Padura studeerde in 1980 af in de Latijns-Amerikaanse literatuurwetenschap aan de Universiteit van Havana. Daarna was hij werkzaam als journalist bij het tijdschrift El Caimán Barbudo, tot hij drie jaar later wegens "ideologische problemen" werd overgeplaatst naar het blad Juventud Rebelde. Zijn reportages bleken populair te zijn, mede omdat hij geregeld niet voor de hand liggende en ongemakkelijke onderwerpen behandelde. Daarnaast schreef hij essays over literatuur. In 1989 werd Padura hoofdredacteur van het cultuurtijdschrift La Gaceta de Cuba, wat hij zes jaar zou blijven. In die tijd begon hij misdaadromans te schrijven, waarbij hij naar eigen zeggen werd geïnspireerd door het werk van auteurs als Raymond Chandler, William Faulkner, Dashiell Hammett, Ernest Hemingway en Chester Himes. Hij verklaarde bij gelegenheid J.D. Salinger en Mario Vargas Llosa als zijn grootste leermeesters te beschouwen.
Padura woont in Arroyo Naranjo, een municipio van Havana. Hij werkt momenteel aan een roman over de Russische revolutionair Leon Trotski (1879-1940) en diens moordenaar, de Stalin-agent Ramón Mercader (1914-1978).

#### De Mario Conde-romans
Internationaal bekend werd Padura met zijn misdaadromancyclus Las cuatro estaciones ("De vier jaargetijden"), die bestaat uit de boeken Pasado perfecto (1991), Vientos de cuaresma (1994), Máscaras (1997) en Paisaje de otoño (1998). De hoofdpersoon van deze tetralogie is de Teniente ("luitenant") Mario Conde, een weinig autoriteitsgevoelige politieman, die de Cubaanse wereld om hem heen pleegt te zien door een waas van alcohol en cynisme en geenszins als een revolutionair rolmodel kan worden beschouwd. Mario Conde geldt als een vertegenwoordiger van een teleurgestelde en nostalgische generatie, die - zonder zichzelf als tegenstander van het regime te beschouwen - weinig toekomstperspectief meer ziet. In die zin vormen de belevenissen van Mario Conde voor Paduro vooral een aanleiding om uitgebreid en kritisch de Cubaanse samenleving te beschrijven en zo het geweten van zijn leeftijdsgenoten op de proef te stellen.
In de Conde-romans voerde Paduro voor het eerst ook Cubanen uit de hogere kringen als dader op, iets wat ten tijde van de socialistisch-realistische misdaadromans van bijvoorbeeld Daniel Chavarría en Luis Rogelio Nogueras nog niet mogelijk was. De omslag werd door Paduro zelf verklaard door de ineenstorting van de Sovjet-Unie en daarmee van de kunstmatig in stand gehouden Cubaanse economie. Dit deed bij velen een meer kritische blik op de geschiedenis ontstaan, wat een klimaat schiep waarin zich een grotere publicatievrijheid kon ontwikkelen. Een centraal thema in Paduro's roman Máscaras is bijvoorbeeld homoseksualiteit, een onderwerp waarover in Cuba eerder nauwelijks werd geschreven.
Na de cyclus Las cuatro estaciones schreef Paduro nog een drietal boeken met Mario Conde als hoofdpersoon: Adiós Hemingway (2001), La cola de la serpiente (2001) en La neblina del ayer (2005). Paduro verklaarde tijdens een interview in 2005 geen directe plannen te hebben om daar nog een roman aan toe te voegen. Later kwam hij hierop terug en schreef nog drie boeken met dezelfde hoofdpersoon.
Voor zijn Mario Conde-romans werd Padura meermaals onderscheiden, waaronder met de Spaanse Premio Café Gijón en de Premio Hammett. Daarnaast ontving hij verschillende Cubaanse prijzen voor zijn verhalenbundels en zijn journalistieke werk.

## Werk

#### Mario Conde-romans
- 1991: Pasado perfecto (Las cuatro estaciones, deel 1)
- 1994: Vientos de cuaresma (deel 2)
- 1997: Máscaras (deel 3)
- 1998: Paisaje de otoño (deel 4)
- 2001: Adiós Hemingway (deel 5)
- 2001: La cola de la serpiente
- 2005: La neblina del ayer (deel 6)
- 2011: La cola de la serpiente (deel 7) (bewerkte versie)
- 2013: Herejes (deel 8)
- 2018: La transparencia del tiempo (deel 9)

#### Andere romans en verhalen
- 1988: Fiebre de caballos (roman)
- 1989: Según pasan los años (verhalen)
- 1990: El cazador (verhalen)
- 1997: La puerta de Alcalá y otras cacerías (verhalen)
- 2002: La novela de mi vida (roman)
- 2009: El hombre que amaba a los perros (roman)
- 2020: Como polvo en el viento (over de Cubaanse ballingschap veroorzaakt door de Speciale Periode)

#### Essays en journalistiek werk
- 1984: Con la espada y con la pluma: comentarios al Inca Garcilaso de la Vega
- 1987: Colón, Carpentier, la mano, el arpa y la sombra
- 1989: Lo real maravilloso: creación y realidad
- 1989: El alma en el terreno (vraaggesprekken, samen met Raúl Arce)
- 1993: El submarino amarillo
- 1994: Un camino de medio siglo: Alejo Carpentier y la narrativa de lo real maravilloso
- 1994: El viaje más largo (reportages)
- 1997: Los rostros de la salsa (vraaggesprekken)
- 2000: Modernidad, posmodernidad y novela policial
- 2006: Entre dos siglos
- 2011: La memoria y el olvido
- 2015: Yo quisiera ser Paul Auster
- 2019: Agua por todas partes

#### Scenario's
- 1996: Yo soy del son a la salsa
- 2002: Malavana
- 2011: 7 días en La Habana (gedeeltelijk)
- 2014: Regreso a Ítaca
- 2016: Cuatro estaciones en La Habana

## Prijzen
- 1993: Premio Cirilo Villaverde van de Unión de Escritores y Artistas de Cuba de Novela (UNEAC) voor Vientos de cuaresma
- 1995: Premio Café Gijón voor Máscaras
- 1995: Premio Internacional de Novela Negra voor Máscaras
- 1997: Premio Hammett voor Máscaras
- 1998: Premio Hammett voor Paisaje de otoño
- 2002: Premio de América insular y de la Guayana voor Pasado perfecto
- 2012: Premio Nacional de Literatura de Cuba (Cuba)
- 2013: Ordre des Arts et des Lettres (Frankrijk)
- 2015: Premio Princesa de Asturias de las Letras oeuvreprijs (Spanje) [1]